# Какальчен (муниципалитет)
Какальче́н (исп. Cacalchén) — муниципалитет в Мексике, штат Юкатан, с административным центром в одноимённом посёлке. Население муниципалитета, по данным переписи 2010 года, составило 6811 человек.

## Общие сведения
Название Cacalchén произошло из майяского языка и означает колодец с двумя шахтами, буквально: Ca — два, Cal — горло, ущелье, и Chen — колодец.
Площадь муниципалитета равна 101 км², что составляет 0,25 % от общей площади штата, а наивысшая точка — 10 метров, расположена в административном центре.
Он граничит с другими муниципалитетами Юкатана: на севере с Мушупипом и Мотулем, на востоке с Бокоба, на юге с Октуном и Тахмеком, и на западе с Тишкокобом.

## Учреждение и состав
Муниципалитет был образован в 1900 году, в его состав входит административный центр, а также 10 ранчо и ферм с населением до 5 человек.
| Код INEGI | Населённый пункт                                                                    | Численность населения (2005 год) | Численность населения (2010 год) |
| --------- | ----------------------------------------------------------------------------------- | -------------------------------- | -------------------------------- |
| 007       | Всего                                                                               | 6399                             | 6811                             |
| 0001      | Какальчен (исп. Cacalchén) 20°58′56″ с. ш. 89°13′40″ з. д. (административный центр) | 6399                             | 6787                             |
| 0095      | Санта-Елена (исп. Santa Elena) 21°01′30″ с. ш. 89°14′58″ з. д.                      | —                                | 5                                |
| —         | Прочие                                                                              | —                                | 19                               |

## Экономика
По статистическим данным 2000 года, работоспособное население занято по секторам экономики в следующих пропорциях:
- торговля, сферы услуг и туризма — 45,6 %
- промышленность — 36,1 %, небольшие мастерские по производству одежды и гамаков;
- сельское хозяйство и скотоводство — 17,6 %, в основном это выращивание таких культур как агава, кукуруза и фасоль, а также разведение крупного рогатого скота и коз);
- безработные — 0,7 %.

## Инфраструктура
По статистическим данным 2010 года, инфраструктура развита следующим образом:
- электрификация: 98,9 %;
- водоснабжение: 98,3 %;
- водоотведение: 63,2 %.

## Достопримечательности
К достопримечательностям можно отнести церковь Сан-Пабло, построенную в XVI веке и асьенду Цицильче.

## Фотографии

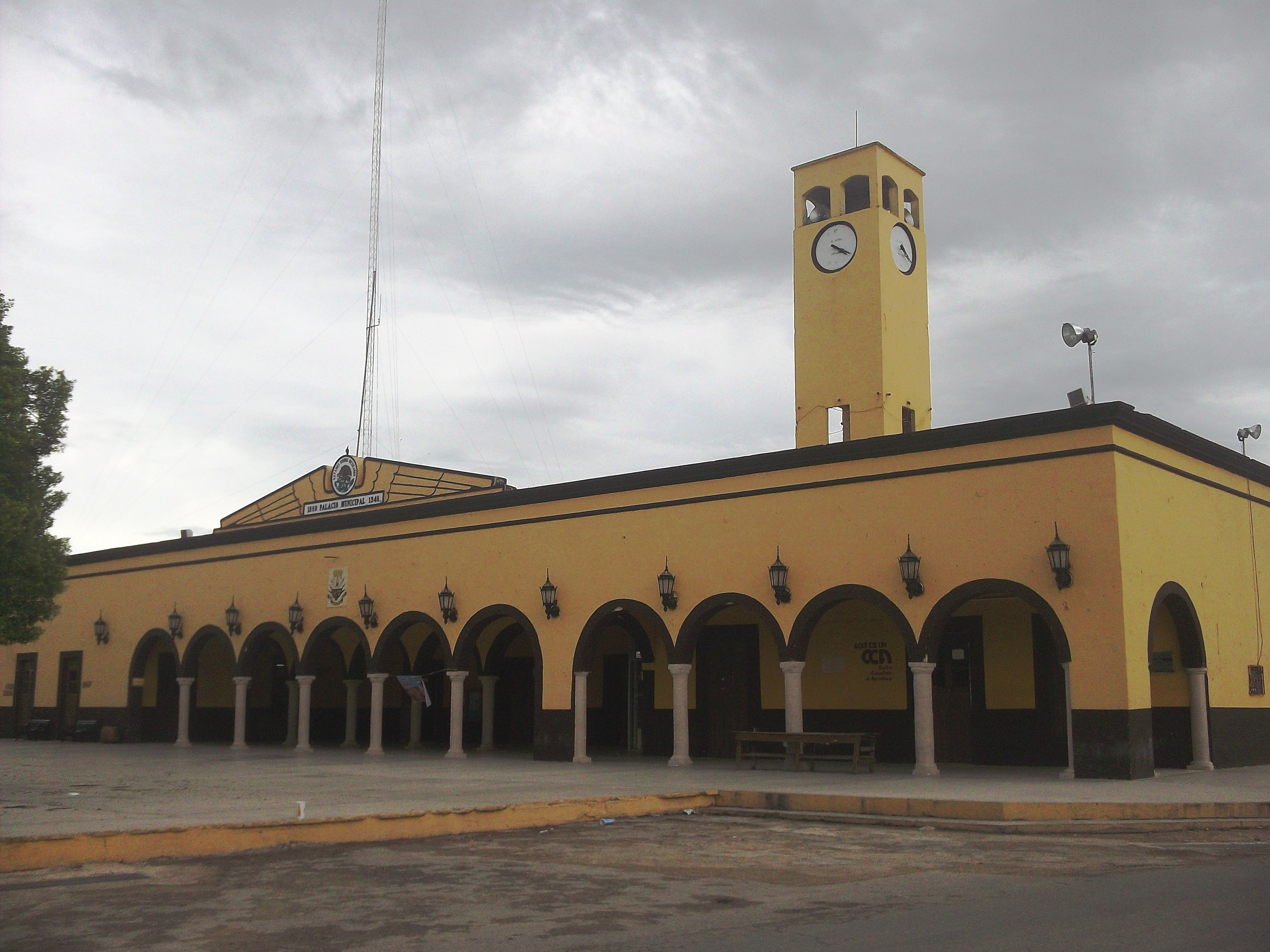
Здание администрации
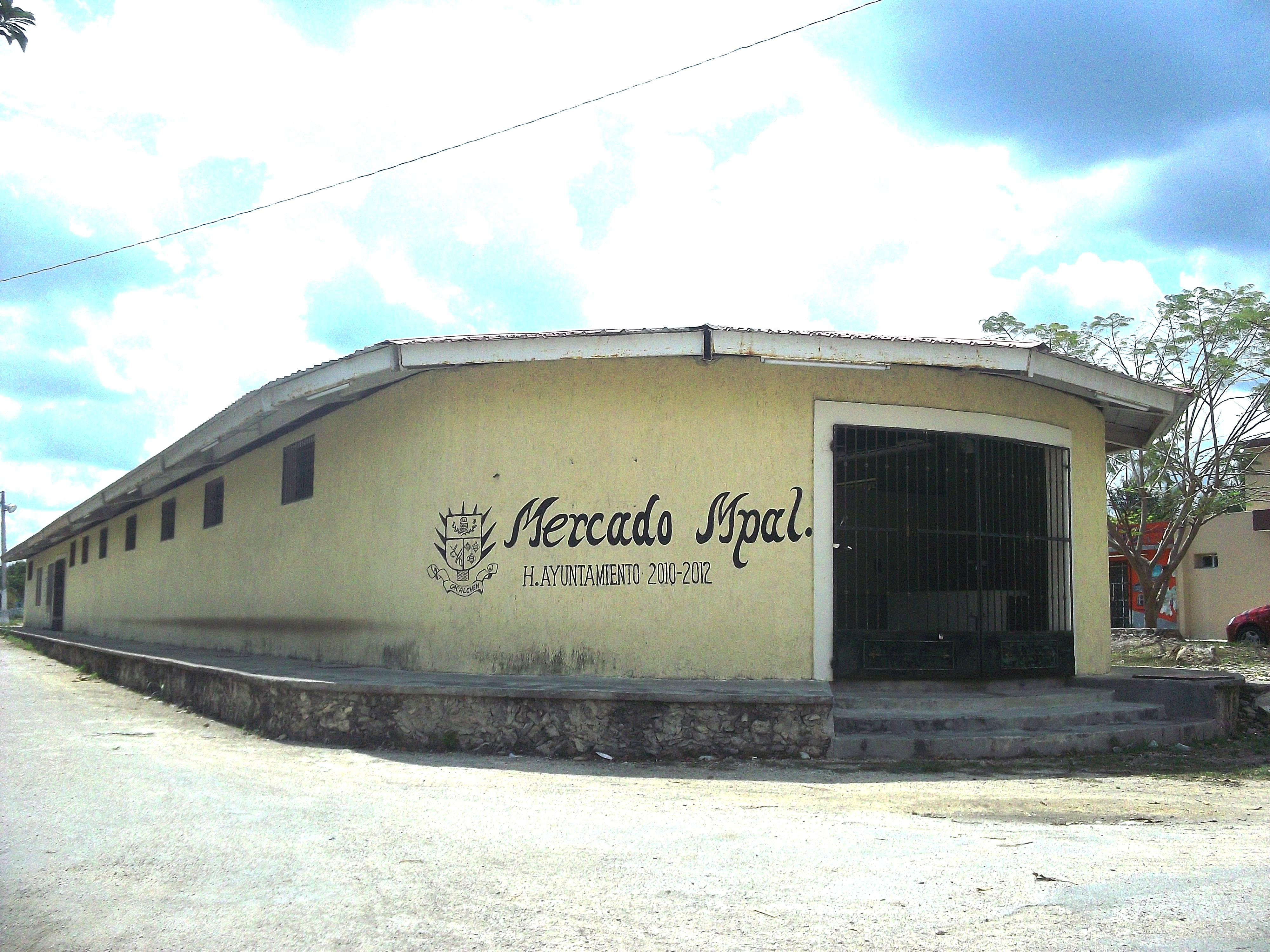
Бывшая ж/д станция, ныне рынок
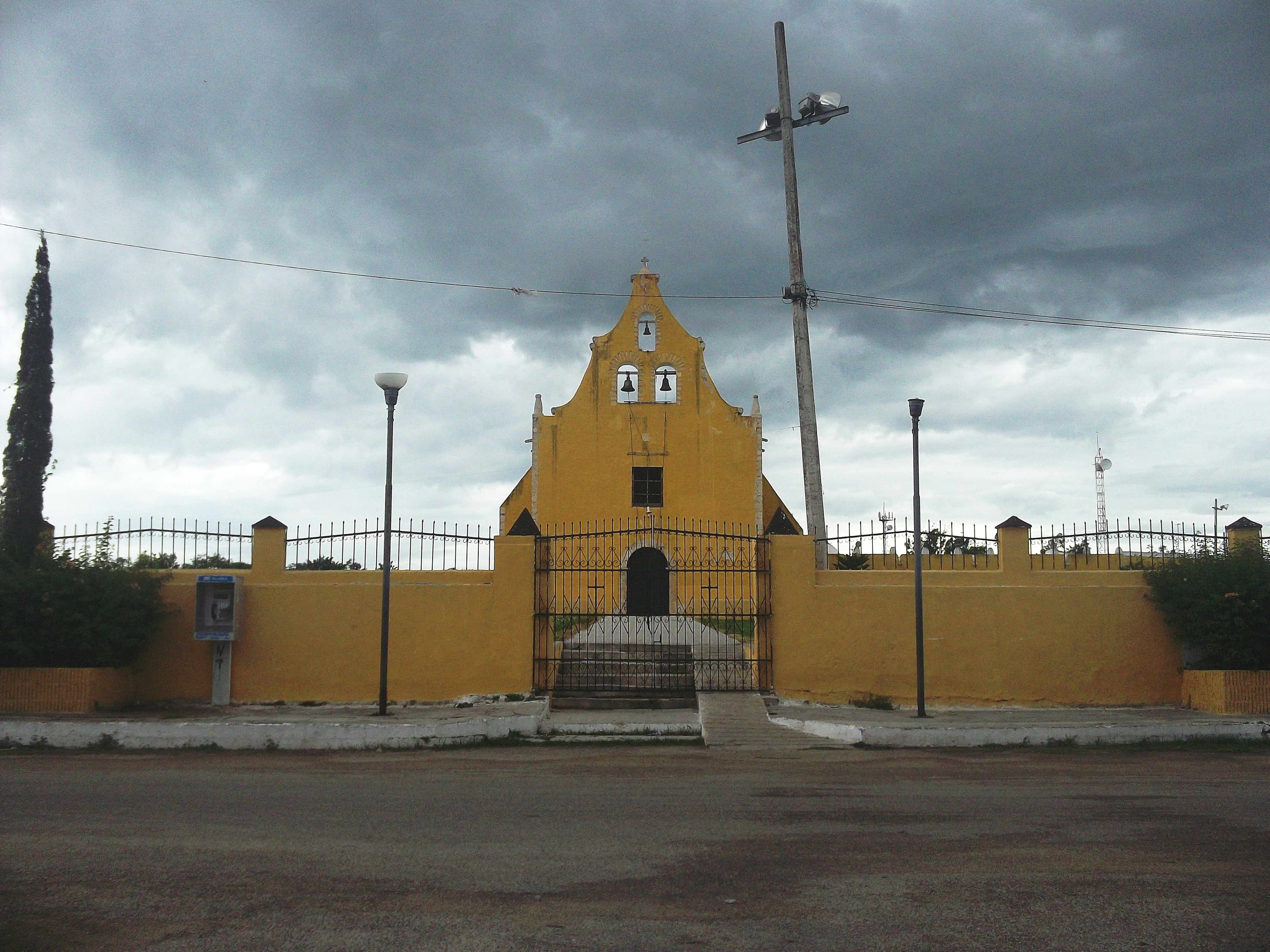
Церковь Святого Павла